# مايك دوز
مايك دوز (بالإنجليزية: Mike Dawes)‏ هو عازف قيثارة بريطاني، ولد في 1990.

## وصلات خارجية
- مايك دوز على موقع ميوزك برينز (الإنجليزية)
- مايك دوز على موقع ديسكوغز (الإنجليزية)